# رقابت‌های جایزه بزرگ موتورسواری ۲۰۲۲
رقابت‌های جایزه بزرگ موتورسواری ۲۰۲۲ (انگلیسی: 2022 MotoGP World Championship) کلاس برتر هفتاد و چهارمین مسابقات فدراسیون بین‌المللی موتورسواری بود. فرانسیسکو بانیا در این دوره از مسابقات قهرمان شد. به‌عنوان تنها سازنده موتورسیکلت در این فصل، هوندا برای اولین بار در چارچوب این مسابقات بدون پیروزی در جایگاه آخر جدول رده‌بندی سازندگان قرار گرفت.